# 대한민국 철도청 3000호대 디젤 기관차
3000호대 디젤 기관차는 대한민국 철도청이 운용하였던 디젤 기관차이다. 일반목적용으로 제작되어 비교적 축당 중량이 가벼운 편이며, 기관냉각을 위하여 크랭크축에 중속기를 연장하여 설치한 것이 특징이다. GM-EMD에서 제작하였으며, 제작사 측 형식명은 G8이다. 52량이 생산되었으나 현재는 모두 퇴역하였으나 보존된 일부를 제외하고 대부분 고철 매각되거나 미국으로 수출 매각되었다.

## 특징
- 기관RPM : 275 ~ 835
- 치차비 : 62:15
- 주발전기형식 : D25E
- 주발전기연속정격 : 1400A
- 제동비율 : 5.58
- 제동통 수 : 4
- 공기압축기 형식 : WXE

## 현황
총 52대가 도입되었으며, 현재는 보존된 2대를 제외하고 모두 고철 매각되거나 미국으로 수출 되어 칠레로 매각되었다.
| 차호   | 시리얼 | 도입 시기   | 운행 중단 시기 | 비고 |
| ------ | ------ | ----------- | -------------- | --- |
| 3001호 | 24980  | 1958년 12월 | 1998년         | 미국으로 수출 매각되어 칠레에서 보존 중이였으나 고철 매각되었다.                                                                                                |
| 3002호 | 24981  | 1958년 12월 | 1998년         | 미국으로 수출 매각되어 칠레에서 보존 중이였으나 고철 매각되었다.                                                                                                |
| 3003호 | 24982  | 1958년 12월 | 1998년         | 미국으로 수출 매각되어 칠레에서 보존 중이였으나 고철 매각되었다.                                                                                                |
| 3004호 | 24983  | 1958년 12월 | 1998년         | 미국으로 수출 매각되어 칠레에서 보존 중이였으나 고철 매각되었다.                                                                                                |
| 3005호 | 24984  | 1958년 12월 | 1998년         | 2005년 고철 매각되었다. |
| 3006호 | 24985  | 1958년 12월 | 1998년         | 2005년 고철 매각되었다. |
| 3007호 | 24986  | 1959년 1월  | 1993년         | 미국으로 수출 매각되어 칠레에서 보존 중이였으나 고철 매각되었다.                                                                                                |
| 3008호 | 24987  | 1959년 1월  | 1998년         | 2005년 고철 매각되었다. |
| 3009호 | 24988  | 1959년 1월  | 1998년         | 2005년 고철 매각되었다. |
| 3010호 | 24989  | 1959년 1월  | 1998년         | 강원도 고성군 통일전망대에 있으나, 식당으로 개조되며 엔진룸의 경계가 없어지고 언더프레임에 창문이 설치되는 등 원형이 훼손되었다.                                |
| 3011호 | 24990  | 1959년 1월  | 1998년         | 미국으로 수출 매각되어 칠레에서 보존 중이였으나 고철 매각되었다.                                                                                                |
| 3012호 | 24991  | 1959년 1월  | 1998년         | 미국으로 수출 매각되어 칠레에서 보존 중이였으나 고철 매각되었다.                                                                                                |
| 3013호 | 24992  | 1959년 1월  | 2003년         | 미국으로 수출 매각되어 칠레에서 보존 중이였으나 고철 매각되었다.                                                                                                |
| 3014호 | 24993  | 1959년 1월  | 1998년         | 미국으로 수출 매각되어 칠레에서 보존 중이였으나 고철 매각되었다.                                                                                                |
| 3015호 | 24994  | 1959년 1월  | 1998년         | 미국으로 수출 매각되어 칠레에서 보존 중이였으나 고철 매각되었다.                                                                                                |
| 3016호 | 24995  | 1959년 1월  | 1998년         | 충청북도 단양군 단양역 광장에서 보존 중이다. 코레일 소유의 객차 1량과 단양군 소유의 객차 3량이 연결되어 있었으나, 2014년 3월~4월에 이 객차들은 고철 매각되었다. |
| 3017호 | 24996  | 1959년 1월  | 1998년         | 2005년 고철 매각되었다. |
| 3018호 | 24997  | 1959년 1월  | 1989년         | 미국으로 수출 매각되어 칠레에서 보존 중이였으나 고철 매각되었다.                                                                                                |
| 3019호 | 24998  | 1959년 1월  | 1998년         | 미국으로 수출 매각되어 칠레에서 보존 중이였으나 고철 매각되었다.                                                                                                |
| 3020호 | 24999  | 1959년 1월  | 1998년         | 미국으로 수출 매각되어 칠레에서 보존 중이였으나 고철 매각되었다.                                                                                                |
| 3021호 | 25000  | 1959년 1월  | 1998년         | 2005년 고철 매각되었다. |
| 3022호 | 25001  | 1959년 1월  | 1998년         | 미국으로 수출 매각되어 칠레에서 보존 중이였으나 고철 매각되었다.                                                                                                |
| 3023호 | 25002  | 1959년 1월  | 1998년         | 2005년 고철 매각되었다. |
| 3024호 | 25003  | 1959년 1월  | 2003년         | 2005년 고철 매각되었다. |
| 3025호 | 25004  | 1959년 1월  | 1998년         | 2005년 고철 매각되었다. |
| 3026호 | 25005  | 1959년 1월  | 1991년         | 미국으로 수출 매각되어 칠레에서 보존 중이였으나 고철 매각되었다.                                                                                                |
| 3027호 | 25527  | 1960년 1월  | 1999년         | 2005년 고철 매각되었다. |
| 3028호 | 25528  | 1960년 1월  | 1999년         | 미국으로 수출 매각되어 칠레에서 보존 중이였으나 고철 매각되었다.                                                                                                |
| 3029호 | 25529  | 1960년 1월  | 1999년         | 2005년 고철 매각되었다. |
| 3030호 | 25530  | 1960년 1월  | 1999년         | 2005년 고철 매각되었다. |
| 3031호 | 25531  | 1960년 1월  | 1999년         | 미국으로 수출 매각되어 칠레에서 보존 중이였으나 고철 매각되었다.                                                                                                |
| 3032호 | 25532  | 1960년 1월  | 1999년         | 미국으로 수출 매각되어 칠레에서 보존 중이였으나 고철 매각되었다.                                                                                                |
| 3033호 | 25533  | 1960년 1월  | 1999년         | 미국으로 수출 매각되어 칠레에서 보존 중이였으나 고철 매각되었다.                                                                                                |
| 3034호 | 25534  | 1960년 1월  | 1995년         | 미국으로 수출 매각되어 칠레에서 보존 중이였으나 고철 매각되었다.                                                                                                |
| 3035호 | 25535  | 1960년 1월  | 1999년         | 미국으로 수출 매각되어 칠레에서 보존 중이였으나 고철 매각되었다.                                                                                                |
| 3036호 | 25536  | 1960년 1월  | 2003년         | 2005년 고철 매각되었다. |
| 3037호 | 25537  | 1960년 1월  | 1999년         | 2005년 고철 매각되었다. |
| 3038호 | 25538  | 1960년 1월  | 1999년         | 2005년 고철 매각되었다. |
| 3039호 | 25539  | 1960년 1월  | 1999년         | 미국으로 수출 매각되어 칠레에서 보존 중이였으나 고철 매각되었다.                                                                                                |
| 3040호 | 25540  | 1960년 1월  | 1999년         | 미국으로 수출 매각되어 칠레에서 보존 중이였으나 고철 매각되었다.                                                                                                |
| 3041호 | 25541  | 1960년 1월  | 1999년         | 미국으로 수출 매각되어 칠레에서 보존 중이였으나 고철 매각되었다.                                                                                                |
| 3042호 | 25542  | 1960년 1월  | 1997년         | 미국으로 수출 매각되어 칠레에서 보존 중이였으나 고철 매각되었다.                                                                                                |
| 3043호 | 25543  | 1960년 1월  | 1998년         | 미국으로 수출 매각되어 칠레에서 보존 중이였으나 고철 매각되었다.                                                                                                |
| 3044호 | 25544  | 1960년 1월  | 1997년         | 미국으로 수출 매각되어 칠레에서 보존 중이였으나 고철 매각되었다.                                                                                                |
| 3045호 | 25545  | 1960년 1월  | 1997년         | 미국으로 수출 매각되어 칠레에서 보존 중이였으나 고철 매각되었다.                                                                                                |
| 3046호 | 25546  | 1960년 1월  | 1999년         | 미국으로 수출 매각되어 칠레에서 보존 중이였으나 고철 매각되었다.                                                                                                |
| 3047호 | 25547  | 1960년 1월  | 1999년         | 2005년 고철 매각되었다. |
| 3048호 | 25548  | 1960년 1월  | 1999년         | 2005년 고철 매각되었다. |
| 3049호 | 25549  | 1960년 1월  | 1999년         | 2005년 고철 매각되었다. |
| 3050호 | 25550  | 1960년 1월  | 1999년         | 미국으로 수출 매각되어 칠레에서 보존 중이였으나 고철 매각되었다.                                                                                                |
| 3051호 | 25551  | 1960년 1월  | 1999년         | 미국으로 수출 매각되어 칠레에서 보존 중이였으나 고철 매각되었다.                                                                                                |
| 3052호 | 25552  | 1960년 1월  | 1999년         | 미국으로 수출 매각되어 칠레에서 보존 중이였으나 고철 매각되었다.                                                                                                |